# Tuc de Lhuçà
El Tuc de Lhuçà (grafia occitana corresponent a la catalana de Tuc de Lluçà) és una muntanya que es troba en el límit dels termes municipals de la Vall de Boí (Alta Ribagorça) i Naut Aran (Vall d'Aran), dins del Parc Nacional d'Aigüestortes i Estany de Sant Maurici.
El pic, de 2.777,7 metres, s'alça a la carena que separa la Vall de Colieto (S) i el Circ de Colomèrs (N); amb el Pic Nord de Travessani al nord-oest i el Pic de la Tallada Llarga a l'est-sud-est.
Aquest cim està inclòs al llistat dels 100 cims de la FEEC. 